# Woodbury, East Devon
Woodbury är en by och en civil parish i East Devon i Storbritannien. Den ligger i grevskapet Devon och riksdelen England, i den södra delen av landet, 250 km väster om huvudstaden London. Orten har 3 466 invånare (2001). Byn nämndes i Domedagsboken (Domesday Book) år 1086, och kallades då Wodeberie.